# USL League One
La USL League One pertenece al tercer nivel de ligas de fútbol de los Estados Unidos y es la segunda liga de la United Soccer League.
La liga fue creada el 17 de abril de 2017, su temporada inaugural fue en 2019 con franquicias que representan ciudades con población entre 150,000 y un millón de habitantes que no contaban con un equipo de fútbol profesional.
Al igual que las demás ligas de fútbol de Estados Unidos no cuenta con sistema de ascenso y descenso.

## Equipos

### Temporada 2025
Estos son los equipos participantes en la liga para la temporada 2025.
| Equipo                    | Ciudad                     | Estadio                               | Capacidad        | Fundación        | Afiliación       | Entrenador       |                  |
| Equipos Actuales          | Equipos Actuales           | Equipos Actuales                      | Equipos Actuales | Equipos Actuales | Equipos Actuales | Equipos Actuales | Equipos Actuales |
| ------------------------- | -------------------------- | ------------------------------------- | ---------------- | ---------------- | ---------------- | ---------------- | ---------------- |
| AV Alta FC                | Lancaster, California      | Lancaster Municipal Stadium           | 5,300            | 2023             | 2025             | Brian Kleiban    |                  |
| Charlotte Independence    | Charlotte, North Carolina  | American Legion Memorial Stadium      | 10,500           | 2014             | 2022             | Mike Jeffries    |                  |
| Chattanooga Red Wolves SC | East Ridge, Tennessee      | CHI Memorial Stadium                  | 2,500            | 2018             | 2019             | Scott Mackenzie  |                  |
| Forward Madison FC        | Madison, Wisconsin         | Breese Stevens Field                  | 5,000            | 2018             | 2019             | Matt Glaeser     |                  |
| Greenville Triumph SC     | Greenville, South Carolina | Paladin Stadium                       | 16,000           | 2018             | 2019             | Rick Wright      |                  |
| FC Naples                 | Naples, Florida            | Paradise Coast Sports Complex Stadium | 5,000            | 2024             | 2025             | Matt Poland      |                  |
| One Knoxville SC          | Knoxville, Tennessee       | Covenant Health Park                  | 6,355            | 2021             | 2023             | Ian Fuller       |                  |
| Portland Hearts of Pine   | Portland, Maine            | Fitzpatrick Stadium                   | 6,000            | 2023             | 2025             | Bobby Murphy     |                  |
| Richmond Kickers          | Richmond, Virginia         | City Stadium                          | 6,000            | 1993             | 2019             | Darren Sawatzky  |                  |
| South Georgia Tormenta FC | Statesboro, Georgia        | Tormenta Stadium                      | 5,300            | 2015             | 2019             | Ian Cameron      |                  |
| Spokane Velocity FC       | Spokane, Washington        | ONE Spokane Stadium                   | 5,100            | 2021             | 2024             | Leigh Veidman    |                  |
| Texoma FC                 | Sherman, Texas             | Historic Bearcat Stadium              | 6,500            | 2023             | 2025             | Adrian Forbes    |                  |
| Union Omaha               | Papillion, Nebraska        | Werner Park                           | 9,023            | 2019             | 2020             | Dominic Casciato |                  |
| Westchester SC            | Mount Vernon, New York     | The Stadium at Memorial Field         | 3,900            | 2024             | 2025             | Dave Carton      |                  |

### Equipos Futuros
| Equipo                             | Ciudad                         | Estadio                        | Capacidad                      | Fundación                      | Afiliación                     | Estadio                        |                                |
| Equipos planeados de expansión     | Equipos planeados de expansión | Equipos planeados de expansión | Equipos planeados de expansión | Equipos planeados de expansión | Equipos planeados de expansión | Equipos planeados de expansión | Equipos planeados de expansión |
| ---------------------------------- | ------------------------------ | ------------------------------ | ------------------------------ | ------------------------------ | ------------------------------ | ------------------------------ | ------------------------------ |
| Boise Pro Soccer                   | Boise, Idaho                   | The Stadium at Expo Idaho      | 6,000                          | 2024                           | 2026                           | TBD                            |                                |
| Corpus Christi Professional Soccer | Corpus Christi, Texas          | Corpus Christi Sports Complex  | 5,000                          | 2024                           | 2026                           | TBD                            |                                |
| USL Eugene                         | Eugene, Oregon                 | Civic Park Stadium             | 3,500                          | 2024                           | 2026                           | TBD                            |                                |
| Fort Wayne FC                      | Fort Wayne, Indiana            | New Fort Wayne Stadium         | 8,400                          | 2019                           | 2026                           | Mike Avery                     |                                |
| North Jersey Pro Soccer            | Paterson, New Jersey           | Hinchliffe Stadium             | 10,000                         | 2025                           | 2026                           | TBD                            |                                |
| Sarasota Paradise                  | Lakewood Ranch, Florida        | Premier Sports Campus          | 3,000                          | 2022                           | 2026                           | TBD                            |                                |
| New York Cosmos                    | Paterson                       | Hinchliffe Stadium             | 7,800                          | 2010                           | 2026                           | TBD                            |                                |

### Equipos antiguos
| Club                           | Ciudad                    | Estadio                     | Capacidad | Afiliación | Última Temporada | Destino                         | Ref.          |
| ------------------------------ | ------------------------- | --------------------------- | --------- | ---------- | ---------------- | ------------------------------- | ------------- |
| Central Valley Fuego FC        | Fresno, California        | Fresno State Soccer Stadium | 1,000     | 2022       | 2024             | Se movió a The League for Clubs | [ 12 ] [ 13 ] |
| Fort Lauderdale CF             | Fort Lauderdale, Florida  | DRV PNK Stadium             | 18,000    | 2020       | 2021             | Se movió a la MLS Next Pro      | [ 14 ]        |
| Lansing Ignite FC              | Lansing, Michigan         | Cooley Law School Stadium   | 7,527     | 2019       | 2019             | Desapareció                     | [ 15 ]        |
| Lexington SC                   | Lexington, Kentucky       | Lexington SC Stadium        | 7,500     | 2023       | 2024             | Se mudó a la USL Championship   | [ 16 ]        |
| New England Revolution II      | Foxborough, Massachusetts | Gillette Stadium            | 20,000    | 2020       | 2021             | Se mudó a la MLS Next Pro       | [ 14 ]        |
| North Carolina FC              | Cary, North Carolina      | WakeMed Soccer Park         | 10,000    | 2021       | 2023             | Se mudó a la USL Championship   | [ 17 ]        |
| North Texas SC                 | Arlington, Texas          | Choctaw Stadium             | 48,114    | 2019       | 2021             | Se mudó a la MLS Next Pro       | [ 14 ]        |
| Northern Colorado Hailstorm FC | Windsor, Colorado         | 4Rivers Equipment Stadium   | 2,500     | 2022       | 2024             | Se mudó a The League for Clubs  | [ 12 ] [ 18 ] |
| Orlando City B                 | Kissimmee, Florida        | Osceola County Stadium      | 5,400     | 2019       | 2020             | Se mudó a la MLS Next Pro       | [ 14 ]        |
| Toronto FC II                  | Toronto, Ontario          | BMO Training Ground         | 1,000     | 2019       | 2021             | Se mudó a la MLS Next Pro       | [ 14 ]        |
| FC Tucson                      | Tucson, Arizona           | Kino North Stadium          | 3,200     | 2019       | 2022             | Se mudó a la USL League Two     | [ 19 ]        |

## Palmarés
| Año  | Campeón               | Resultado      | Subcampeón                | Primero temporada regular |
| ---- | --------------------- | -------------- | ------------------------- | ------------------------- |
| 2019 | North Texas SC        | 1-0            | Greenville Triumph SC     | North Texas SC            |
| 2020 | Greenville Triumph SC | Cancelado      | Union Omaha               | Greenville Triumph SC     |
| 2021 | Union Omaha           | 3-0            | Greenville Triumph SC     | Union Omaha               |
| 2022 | Tormenta FC           | 2-1            | Chattanooga Red Wolves SC | Richmond Kickers          |
| 2023 | North Carolina FC     | 1-1 (pen. 5-4) | Charlotte Independence    | Union Omaha               |
| 2024 | Union Omaha           | 3-0            | Spokane Velocity          | Union Omaha               |

### Títulos por club
| Club                      | Títulos | Subtítulos | Años campeón | Años subcampeón |
| ------------------------- | ------- | ---------- | ------------ | --------------- |
| Union Omaha               | 2       | 1          | 2021, 2024   | 2020            |
| Greenville Triumph SC     | 1       | 2          | 2020         | 2019, 2021      |
| North Texas SC            | 1       | -          | 2019         | ----            |
| Tormenta FC               | 1       | -          | 2022         | ----            |
| North Carolina FC         | 1       | -          | 2023         | ----            |
| Chattanooga Red Wolves SC | 0       | 1          | ----         | 2022            |
| Charlotte Independence    | 0       | 1          | ----         | 2023            |
| Spokane Velocity          | 0       | 1          | ----         | 2024            |

## Goleadores por edición
| Edición | Jugador                            | Equipo                         | Goles |
| ------- | ---------------------------------- | ------------------------------ | ----- |
| 2019    | Ronaldo Damus                      | North Texas SC                 | 16    |
| 2020    | Emiliano Terzaghi                  | Richmond Kickers               | 10    |
| 2021    | Emiliano Terzaghi                  | Richmond Kickers               | 18    |
| 2022    | Emiliano Terzaghi Kazaiah Sterling | Richmond Kickers Tormenta FC   | 17    |
| 2023    | Trevor Amann                       | Northern Colorado Hailstorm FC | 26    |